# Leigh Harline
Leigh Harline est un compositeur américain de musiques de films, né le 26 mars 1907 à Salt Lake City, dans l'Utah, et mort le 10 décembre 1969 à Long Beach, en Californie (États-Unis).

## Biographie
Il a travaillé aux Studios Disney de 1933 à 1941.
Au début des années 1940, de l'équipe de compositeurs travaillant chez Disney dans les années 1930, Harline et Ned Washington partent chez les studios concurrents et Frank Churchill se suicide.

## Filmographie
- 1933 : L'Arche de Noé (Father Noah's Ark) de Wilfred Jackson
- 1933 : Mickey mécano (Mickey's Mechanical Man) de Wilfred Jackson
- 1933 : Au pays de la berceuse (Lullaby Land) de Wilfred Jackson
- 1933 : The Pied Piper de Wilfred Jackson
- 1933 : The Pet Store de Wilfred Jackson
- 1934 : The China Shop de Wilfred Jackson
- 1934 : Les Petits Lapins joyeux de Wilfred Jackson
- 1934 : Une petite poule avisée de Wilfred Jackson
- 1934 : Histoire de pingouins (Peculiar Penguins) de Wilfred Jackson
- 1934 : The Goddess of Spring de Wilfred Jackson
- 1934 : Mickey tireur d'élite (Two-Gun Mickey) de Ben Sharpsteen
- 1935 : Les Joyeux Mécaniciens (Mickey's Service Station) de Milt Kahl
- 1935 : Carnaval des gâteaux (The Cookie Carnival) de Ben Sharpsteen
- 1935 : Le Jardin de Mickey (Mickey's Garden) de Wilfred Jackson
- 1935 : Le Jour du jugement de Pluto (Pluto's Judgement Day) de David Hand
- 1935 : Mickey patine (On Ice) de Ben Sharpsteen
- 1936 : Mickey's Grand Opera de Wilfred Jackson
- 1936 : De l'autre côté du miroir (Thru the Mirror) de David Hand
- 1936 : Le Retour de Toby la tortue (Toby Tortoise Returns) de Wilfred Jackson
- 1936 : Papa Pluto (Mother Pluto) de David Hand
- 1937 : Cabaret de nuit (Woodland Café) de Wilfred Jackson
- 1937 : Le Vieux Moulin (The Old Mill) de Wilfred Jackson et Graham Heid
- 1937 : Blanche-Neige et les Sept Nains (Snow White and the Seven Dwarfs) de David Hand
- 1938 : Au pays des étoiles (Wynken, Blynken & Nod) de Graham Heid
- 1938 : Blondie (en) de Frank R. Strayer
- 1939 : There's That Woman Again d'Alexander Hall
- 1939 : Blondie Meets the Boss (en) de Frank R. Strayer
- 1939 : The Lady and the Mob (en) de Benjamin Stoloff
- 1939 : Nous irons à Paris (Good Girls Go to Paris) d'Alexander Hall
- 1939 : Beware Spooks! (en) d'Edward Sedgwick
- 1939 : Blondie Brings Up Baby (en) de Frank R. Strayer
- 1940 : Pinocchio de Hamilton Luske et Ben Sharpsteen
- 1940 : Blondie on a Budget de Frank R. Strayer
- 1940 : Blondie Has Servant Trouble (en) de Frank R. Strayer
- 1940 : Le Rêve de Pluto (Pluto's Dream House) de Clyde Geronimi
- 1940 : Le Voyage de Mickey (Mr. Mouse Takes a Trip) de Clyde Geronimi
- 1940 : So You Won't Talk (en) d'Edward Sedgwick
- 1940 : Blondie Plays Cupid (en) de Frank R. Strayer
- 1941 : La Poule aux œufs d'or (Golden Eggs) de Wilfred Jackson
- 1941 : Donald à la kermesse (A Good Time for a Dime) de Dick Lundy
- 1941 : Blondie in Society (en) de Frank R. Strayer
- 1941 : Douce et Criquet s'aimaient d'amour tendre (Mr. Bug Goes to Town) de Dave Fleischer
- 1942 : Espionne aux enchères (The Lady Has Plans) de Sidney Lanfield
- 1942 : Pluto Junior de Clyde Geronimi
- 1942 : Shanghaï, nid d'espions (Secret Agent of Japan) d'Irving Pichel
- 1942 : The Mad Martindales (en) d'Alfred L. Werker
- 1942 : Whispering Ghosts (en) d'Alfred L. Werker
- 1942 : Henry and Dizzy (en) de Hugh Bennett (en)
- 1942 : La Reine de l'argent (Silver Queen) de Lloyd Bacon
- 1942 : Le Nigaud magnifique (The Magnificent Dope) de Walter Lang
- 1942 : Pluto somnambule de Clyde Geronimi
- 1942 : Vainqueur du destin (The Pride of the Yankees) de Sam Wood
- 1942 : Wings for the Eagle de Lloyd Bacon
- 1942 : Careful, Soft Shoulders (en) d'Oliver H. P. Garrett
- 1942 : Le Château des loufoques (The Boogie Man Will Get You) de Lew Landers
- 1942 : Ô toi ma charmante (You Were Never Lovelier) de William A. Seiter
- 1943 : The Nazis Strike (en) de Frank Capra et Anatole Litvak
- 1943 : Margin for Error d'Otto Preminger
- 1943 : They Got Me Covered de David Butler
- 1943 : Plus on est de fous (The More the Merrier) de George Stevens
- 1943 : They Came to Blow Up America (en) d'Edward Ludwig
- 1943 : Prélude à la guerre (Prelude to War) de Frank Capra et Anatole Litvak
- 1943 : L'Aventure inoubliable (The Sky's the Limit) d'Edward H. Griffith
- 1943 : Johnny le vagabond (Johnny Come Lately) de 	William K. Howard
- 1943 : L'Exubérante Smoky (Government Girl) de Dudley Nichols
- 1943 : Tender Comrade d'Edward Dmytryk
- 1944 : Quand l'amour manœuvre (Something for the Boys) de Lewis Seiler
- 1944 : Hollywood Parade (Follow the boys) de A. Edward Sutherland et John Rawlins
- 1944 : A Night of Adventure (en) de Gordon Douglas
- 1944 : The Falcon in Mexico (en) de William Berke
- 1944 : Sérénade américaine (Music in Manhattan) de John H. Auer
- 1944 : Heavenly Days de Howard Estabrook
- 1945 : What a Blonde (en) de Leslie Goodwins
- 1945 : Having Wonderful Crime (en) de A. Edward Sutherland
- 1945 : China Sky (en) de Ray Enright
- 1945 : Pan-Americana de John H. Auer
- 1945 : The Brighton Strangler (en) de Max Nosseck
- 1945 : Mama Loves Papa (en) de Frank R. Strayer
- 1945 : L'Île des morts (Isle of the Dead) de Mark Robson
- 1945 : First Yank Into Tokyo (en) de Gordon Douglas
- 1945 : Man Alive (en) de Ray Enright
- 1945 : Johnny Angel d'Edwin L. Marin
- 1946 : En route vers l'Alaska (Road to Utopia) de Hal Walker
- 1946 : From This Day Forward de John Berry
- 1946 : The Truth About Murder (en) de Lew Landers
- 1946 : Jusqu'à la fin des temps (Till the End of Time) d'Edward Dmytryk
- 1946 : Crack-Up (en) d'Irving Reis
- 1946 : Child of Divorce de Richard Fleischer
- 1946 : Lady Luck (en) d'Edwin L. Marin
- 1946 : Nocturne d'Edwin L. Marin
- 1946 : La vie est belle (It's a Wonderful Life) de Frank Capra
- 1947 : Ma femme est un grand homme (The Farmer's Daughter) de H. C. Potter
- 1947 : A Likely Story (en) de H. C. Potter
- 1947 : Sérénade à Mexico (Honeymoon) de William Keighley
- 1947 : Deux sœurs vivaient en paix (The Bachelor and the Bobby-Soxer) d'	Irving Reis
- 1947 : Taïkoun (Tycoon) de Richard Wallace
- 1948 : Le Miracle des cloches (The Miracle of the Bells) d'Irving Pichel
- 1948 : Un million clé en main (Mr. Blandings Builds His Dream House) de H. C. Potter
- 1948 : Les Amants de la nuit (They Live by Night) de Nicholas Ray
- 1948 : Le Garçon aux cheveux verts (The Boy with Green Hair) de Joseph Losey
- 1948 : La Course aux maris (Every Girl Should Be Married), de Don Hartman
- 1949 : The Judge Steps Out (en) de Boris Ingster
- 1949 : Faux Jeu (It Happens Every Spring) de Lloyd Bacon
- 1949 : Ça commence à Vera Cruz (The Big Steal) de Don Siegel
- 1949 : La Grève des dockers (I Married a Communist) de Robert Stevenson
- 1950 : Perfect Strangers de Bretaigne Windust
- 1950 : Irma à Hollywood (My Friend Irma Goes West) de Hal Walker
- 1950 : Années de jeunesse (The Happy Years) de William A. Wellman
- 1951 : La Voleuse d'amour (The Company She Keeps) de John Cromwell
- 1951 : Aventure à Tokyo (Call Me Mister) de Lloyd Bacon
- 1951 : Bon sang ne peut mentir (That's My Boy) de Hal Walker
- 1951 : The Guy Who Came Back de Joseph M. Newman
- 1951 : Fini de rire (His kind of woman) de John Farrow et Richard Fleischer
- 1951 : Behave Yourself! de George Beck
- 1951 : On the Loose de Hal Roach
- 1951 : Face à l'orage (I Want You) de Mark Robson
- 1951 : Une veine de... (Double dynamite) d'Irving Cummings
- 1952 : Scandale à Las Vegas (The Las Vegas Story) de Robert Stevenson
- 1952 : La Polka des marins (Sailor Beware) de Hal Walker
- 1952 : Chérie, je me sens rajeunir (Monkey Business) de Howard Hawks
- 1952 : My Wife's Best Friend de Richard Sale
- 1952 : Gosses des bas-fonds (Bloodhounds of Broadway) de Harmon Jones
- 1952 : My Pal Gus de Robert Parrish
- 1953 : Taxi de Gregory Ratoff
- 1953 : Meurtre prémédité (A Blueprint for Murder) d'Andrew L. Stone
- 1953 : Down Among the Sheltering Palms d'Edmund Goulding
- 1953 : Les Rats du désert (The Desert Rats) de Robert Wise
- 1953 : Le Port de la drogue (Pickup on South Street) de Samuel Fuller
- 1953 : Le crime était signé (Vicki) de Harry Horner
- 1953 : Un galop du diable (Money from Home) de George Marshall
- 1954 : Suzanne découche (Susan Slept Here) de Frank Tashlin
- 1954 : La Lance brisée (Broken Lance) d'Edward Dmytryk
- 1954 : La Veuve noire (Black Widow) de Nunnally Johnson
- 1955 : La Maison de bambou (House of Bamboo) de Samuel Fuller
- 1955 : Gunsmoke (série télévisée)
- 1955 : La Fille sur la balançoire (The Girl in the Red Velvet Swing) de Richard Fleischer
- 1955 : Bonjour Miss Dove (Bonjour Miss Dove) de Henry Koster
- 1955 : La Charge des tuniques bleues (The Last Frontier) d'Anthony Mann
- 1956 : Le Fond de la bouteille (The Bottom of the Bottle) de Henry Hathaway
- 1956 : À vingt-trois pas du mystère (23 Paces to Baker Street) de Henry Hathaway
- 1956 : L'Enfant du divorce (Teenage rebel) d'Edmund Goulding
- 1957 : Le Brigand bien-aimé (The True Story of Jesse James) de Nicholas Ray
- 1957 : Les Naufragés de l'autocar (The Wayward Bus) de Victor Vicas
- 1957 : Les Sensuels (No Down Payment) de Martin Ritt
- 1957 : Torpilles sous l'Atlantique (The Enemy Below) de Dick Powell
- 1958 : 10, rue Frederick (Ten North Frederick) de Philip Dunne
- 1958 : L'Homme de l'Ouest (Man of the West) d'Anthony Mann
- 1959 : The Remarkable Mr. Pennypacker (en) de Henry Levin
- 1959 : L'Homme aux colts d'or (Warlock) d'Edward Dmytryk
- 1959 : Duel dans la boue (These Thousand Hills) de Richard Fleischer
- 1959 : Holiday for Lovers (en) de Henry Levin
- 1959 : Le Vagabond des Bois Maudits (Hound-Dog Man) de Don Siegel (non crédité)
- 1959 : Aventures dans les îles ("Adventures in Paradise") (série télévisée)
- 1959 : The Man from Blackhawk (en) (série télévisée)
- 1960 : Mince de planète (Visit to a Small Planet) de Norman Taurog
- 1960 : Voulez-vous pêcher avec moi ? (The Facts of Life) de Melvin Frank
- 1961 : Branle-bas au casino (The Honeymoon Machine) de Richard Thorpe
- 1961 : Ben Casey (série télévisée)
- 1962 : Les Amours enchantées (The Wonderful World of the Brothers Grimm) de 	George Pal
- 1964 : Le Californien (Guns of Diablo) de Boris Sagal
- 1964 : Le Cirque du docteur Lao (7 Faces of Dr. Lao) de George Pal
- 1964 : Man's Search for Happiness (en) de Judge Whitaker
- 1964 : Daniel Boone (série télévisée)
- 1965 : Étranges compagnons de lit (Strange Bedfellows) de Melvin Frank